# Ochodaeus coomani
Ochodaeus coomani là một loài bọ cánh cứng trong họ Ochodaeidae. Loài này được Paulian miêu tả khoa học đầu tiên năm 1945.